# Tomasz Preniasz-Struś
Tomasz Preniasz-Struś (ur. 22 października 1969 w Gliwicach) – polski aktor.

## Życiorys
Po skończonych w 1992 studiach w Państwowej Wyższej Szkole Teatralnej w Warszawie, zadebiutował w filmie Młode wilki (1995), wcielając się w postać „Kobry”. Wystąpił także w kontynuacji tego filmu – Młode wilki 1/2 (1997). Zagrał też w kilku innych filmach i serialach, ale najczęściej role epizodyczne. Był również aktorem Teatru Polskiego w Warszawie.
W 2006, będąc pod wpływem alkoholu, skatował swoją matkę, która zmarła po paru dniach pobytu w szpitalu. Został skazany na dwa lata więzienia, od lipca 2008 przebywa na wolności.

## Filmografia
- 1991: Zwichnięcie − policjant
- 1992: Żegnaj, Rockefeller − „Struś”
- 1992: Wiatr ze wschodu − Aleksander, przyjaciel Nikolskiego
- 1993: Polski crash − żołnierz rosyjski
- 1993: Jacek − turysta (odc. 7)
- 1993: Goodbye Rockefeller − „Struś”
- 1994: Bank nie z tej ziemi − policjant (odc. 8 i 9)
- 1995: Wielki tydzień − Władek, służący Zamojskiego
- 1995: Sukces − kierowca TIR-a z alkoholem (odc. 4)
- 1995: Młode wilki − „Kobra”
- 1996: Szamanka − pracownik firmy ojca Włoszki
- 1996: Ekstradycja 2
- 1996: Dom − ubek robiący zdjęcia studentom (odc. 13)
- 1997: Pokój 107 − murarz
- 1997: Młode wilki 1/2 − „Kobra”
- 1997−2011: Klan − pracownik banku
- 1997: Boża podszewka − bolszewik
- 1999: Złotopolscy − spec od włamań i podsłuchów sprawdzający dom Kowalskiego (odc. 175)
- 2000: Przeprowadzki − sołdat (odc. 1)
- 2000: Człowiek, jakich wielu − Igor, współpracownik Pawła w CSN
- 2002−2010: Samo życie − pielęgniarz w Klinice Psychiatrii Sądowej Instytutu Psychiatrii i Neurologii w Pruszkowie
- 2002: Kasia i Tomek − dwie role głosowe: ankieter oraz niewidomy zbierający pieniądze
- 2003: Zaginiona − Kozłowski, kierowca w firmie Marty (odc. 1 i 6)
- 2003: Siedem przystanków na drodze do raju − Literat
- 2003−2011: Na Wspólnej − malarz remontujący mieszkanie Konrada
- 2003: Daleko od noszy − komisarz (odc. 3)
- 2004: Park tysiąca westchnień − ukochany malarki
- 2005: Rodzina zastępcza − gangster (odc. 200)
- 2005: Plebania − Ken (odc. 504)
- 2005: Na dobre i na złe − Gorzelak (odc. 209)
- 2005: Fortuna czyha w lesie − kolekcjoner narzędzi
- 2011: Czas honoru − dowódca oddziału partyzanckiego (odc. 40)
- 2011: Aida − jąkała (odc.8)